# Нано (футболист)
Фернандо Македа да Силва Родилья (исп. Fernando Macedo da Silva Rodilla; род. 20 апреля 1982, Ла-Корунья, Испания), более известный как Нано — испанский футболист, выступающий на позиции полузащитника, защитника. Бывший игрок юношеских и молодёжной сборной Испании.

## Карьера
Нано родился в Ла-Корунье, Галисия. В возрасте 16 лет он, казалось, имеет многообещающее будущее, поскольку он уже играл за резерв «Барселоны», а в следующем году дебютировал за первую команду «каталонцев»; в «Ла-Лиге» — против клуба «Реал Сарагоса». Тем не менее, Фернандо не смог продвинуться дальше в своём пятилетнем пребывании в Барселоне, появившись лишь трёх матчах за «сине-гранатовых».